# تورغوندي

تورغوندي هي بلدة حدودية تقع في شمال ولاية هرات،أفغانستان على الحدود مع تركمانستان.